# Anagrus perforator
Anagrus perforator är en stekelart som först beskrevs av Perkins 1905.  Anagrus perforator ingår i släktet Anagrus och familjen dvärgsteklar. Inga underarter finns listade i Catalogue of Life.